# Not Giving Up on Love
Singles par Armin van Buuren
Full Focus
(2010) This Light Between Us
(2010)
Singles par Sophie Ellis-Bextor
Bittersweet
(2010) Off & On
(2011)
Not Giving Up on Love est une chanson du disc jockey et compositeur néerlandais Armin van Buuren en collaboration avec la chanteuse britannique Sophie Ellis-Bextor.
2e single extrait du 4e album studio d'Armin van Buuren, Mirage (2010), et 4e single extrait du 4e album studio de la chanteuse Make a Scene (2011). La chanson est écrite par les sœurs jumelles Olivia Nervo et Miriam Nervo, ainsi que Sophie Ellis-Bextor. Not Giving Up on Love est produite par Armin van Buuren et Benno de Goeij.
Le clip vidéo fut tourné à Ibiza en Espagne et a été réalisé par la britannique Sophie Muller. L'équipe a filmé à Sant Antoni de Portmany et à la discothèque l'Amnesia en août 2010. La vidéo sort pour la première fois le 17 août 2010
.

## Crédits et personnel
| Parolier                     | Olivia Nervo, Miriam Nervo, Sophie Ellis-Bextor |
| Compositeur et production    | Armin van Buuren, Benno de Goeij                |
| Vocal production et Choriste | Olivia Nervo, Miriam Nervo                      |
| Chanteuse                    | Sophie Ellis-Bextor                             |
| Mastering                    | Joe LaPorta, Emily Lazar                        |

Crédits extraits des notes de la pochette album de l'album Mirage

## Formats et liste des pistes
| - Téléchargement digital - The Remixes Part 1 1. "Not Giving Up on Love" (Album Version) – 2:53 2. "Not Giving Up on Love" (Extended Version) – 6:52 3. "Not Giving Up on Love" (Dash Berlin 4AM Mix) – 7:06 4. "Not Giving Up on Love" (Jorn van Deynhoven Remix) – 6:54 - Téléchargement digital - The Remixes Partie 2 1. "Not Giving Up on Love" (Armin van Buuren Remix) – 7:01 2. "Not Giving Up on Love" (Mischa Daniels Mode) – 7:04 3. "Not Giving Up on Love" (Glenn Morrison Remix) – 7:29 4. "Not Giving Up on Love" (Jorn van Deynhoven Dub Mix) – 6:54 - Juno Téléchargement digital 1. "Not Giving Up on Love" (Nicola Fasano & Steve Forest Remix Edit) – 3:09 2. "Not Giving Up on Love" (Paul & Luke Remix Edit) – 3:36 3. "Not Giving Up on Love" (Samuele Sartini Remix Edit) – 3:33 4. "Not Giving Up on Love" (Simon De Jano Remix Edit) – 4:00 5. "Not Giving Up on Love" (Nicola Fasano & Steve Forest Remix) – 5:39 6. "Not Giving Up on Love" (Paul & Luke Remix) – 6:38 7. "Not Giving Up on Love" (Samuele Sartini Remix) – 6:14 8. "Not Giving Up on Love" (Simon De Jano Remix) – 6:44 | - CD Single en Allemagne 1. "Not Giving Up on Love" (Radio Version) – 2:53 2. "Not Giving Up on Love" (Extended Version) – 6:52 3. "Not Giving Up on Love" (Dash Berlin 4AM Mix) – 7:06 4. "Not Giving Up on Love" (Jorn van Deynhoven Remix) – 6:54 5. "Not Giving Up on Love" (Mischa Daniels Mode) – 7:04 6. "Not Giving Up on Love" (Glenn Morrison Remix) – 7:29 - Téléchargement digital au Royaume-Uni - The Remixes Partie 1 1. "Not Giving Up on Love" (Radio Edit) – 2:53 2. "Not Giving Up on Love" (Extended Version) – 6:52 3. "Not Giving Up on Love" (Armin van Buuren Remix) – 7:01 4. "Not Giving Up on Love" (Jorn van Deynhoven Remix) – 6:54 5. "Not Giving Up on Love" (Dash Berlin 4AM Mix) – 7:06 6. "Not Giving Up on Love" (Zodiax Dub Mix) – 5:26 - Téléchargement digital au Royaume-Uni - The Remixes Partie 2 1. "Not Giving Up on Love" (Zodiax Remix) – 5:45 2. "Not Giving Up on Love" (Mischa Daniels Mode) – 7:05 3. "Not Giving Up on Love" (Glenn Morrison Remix) – 7:29 4. "Not Giving Up on Love" (Jorg Schmid Remix) – 5:22 5. "Not Giving Up on Love" (Jorn van Deynhoven Dub Mix) – 6:54 6. "Not Giving Up on Love" (Zodiax Radio Edit) – 3:19 |

## Classement par pays
| Classement (2010/11)                              | Meilleure position |
| ------------------------------------------------- | ------------------ |
| Belgique (Flandre Ultratop 50 Singles)            | 26                 |
| Belgique (Wallonie Ultratip 50)                   | 24                 |
| Pays-Bas (Single Top 100)                         | 8                  |
| Pologne (ZPAV)                                    | 1                  |
| Pologne (Dance Top 50)                            | 21                 |
| Russie Singles Chart                              | 3                  |
| Royaume-Uni (UK Dance Chart)                      | 27                 |
| Royaume-Uni Singles (The Official Charts Company) | 165                |
| États-Unis Billboard Hot Dance Airplay            | 3                  |
| Europe Hot 100                                    | 35                 |
| Espagne Dance Chart                               | 4                  |

### Classement de fin d'année
| Classement                  | Position |
| --------------------------- | -------- |
| Pays-Bas Classement single  | 89       |
| Pays-Bas Classement digital | 90       |

## Historique de sortie
| Pays        | Date            | Format                 |
| ----------- | --------------- | ---------------------- |
| Monde       | 20 August 2010  | Téléchargement digital |
| Pays-Bas    | 27 août 2010    | CD single              |
| Allemagne   | 27 août 2010    | CD single              |
| Autriche    | 27 août 2010    | CD single              |
| Italie      | 11 janvier 2011 | Téléchargement digital |
| Royaume-Uni | 6 mars 2011     | Téléchargement digital |